# Neocossyphus poensis
Neocossyphus poensis là một loài chim trong họ Turdidae.